# Lagophtalmie
Le lagophtalme (grec ancien λαγῶς lagôs , français : « lapin » et grec ancien ὀφθαλμός ophthalmós , français : « œil »  d'où : « œil de lapin ») est une insuffisance de fermeture palpébrale, un symptôme de l'ophtalmologie et de la neurologie, qui provoque la fermeture incomplète de la paupière , plus rarement des deux yeux. L'incapacité de fermer complètement la paupière peut varier en gravité selon la cause. Le nom vient de l'hypothèse erronée selon laquelle les lapins ne ferment jamais les yeux, pas même lorsqu'ils dorment. Elle provoque une exposition de la cornée et de la conjonctive et donc secondairement une kérato-conjonctivite (association d'une kératite et d'une conjonctivite),.

## Causes
La cause la plus fréquente d'une lagophtalmie est une paralysie périphérique du 7e nerf crânien, le nerf facial, qui affecte le muscle orbiculaire de l'œil. La lagophtalmie peut être également causée par une myopathie, en particulier la dystrophie FSH. Les cicatrices et le raccourcissement des paupières qui en résulte peuvent provoquer une lagophtalmie, tout comme une exophtalmie. D'autres causes peuvent être le coma ou une mauvaise position de la paupière (ectropion). Une atteinte des paupières par la lèpre peut également entraîner une lagophtalmie. La lagophtalmie peut survenir après une blépharoplastie supérieure, une opération pratiquée pour enlever l'excès de peau recouvrant la paupière supérieure (capotage supra palpébral) qui se produit souvent avec le vieillissement.

## Symptômes associés et conséquences
La fermeture incomplète des paupières peut entraîner un assèchement de la cornée, appelé xérophtalmie. Les patients se plaignent donc de brûlures, d'une sensation de sécheresse et de corps étranger dans l'œil. En outre, une kératite lagophtalmique peut se développer, une inflammation de la cornée qui peut également entraîner un ulcère, appelé ulcère cornéen. En essayant de fermer la paupière, on observe ce que l'on appelle le phénomène de Bell, une rotation du globe oculaire vers le haut temporal. La diminution du clignement des paupières entraîne en outre une restriction de l'écoulement du liquide lacrymal et par la suite, des larmoiements.

## Thérapie
Un liquide lacrymal de substitution et des pommades, éventuellement un pansement empêchent le dessèchement de la cornée, même la nuit. Des lentilles de contact souples peuvent également protéger l'œil du dessèchement. Des mesures chirurgicales peuvent être envisagées en cas d'ectropion. Une fermeture temporaire de la fente palpébrale peut être réalisée chirurgicalement (tarsoraphie). Une kératite et un ulcère sont généralement traités par antibiotiques.